# Hotel Balmoral
O Hotel Balmoral (em inglês:  Balmoral Hotel) ou simplesmente The Balmoral é um luxuoso e famoso hotel cinco-estrelas da cidade de Edimburgo, Escócia. Localizado no centro da cidade na famosa Princes Street, principal rua da Cidade Nova de Edimburgo.

## História
Foi inaugurado em 1902, tendo sido projetado pelo arquiteto William Hamilton Beattie e ficou conhecido durante todo o século XX como Hotel Britânico do Norte. Foi concebido para abrigar os passageiros da Estação Warveley. Manteve esse nome até o final da década de 1980, quando foi remodelado e rebatizado de Balmoral Hotel em referência ao Castelo de Balmoral.
O Balmoral era famoso por seus alojamentos confortáveis e luxuosos e por sua torre, construída para auxiliar os passageiros nos horários de embarque. O prédio foi construído em estilo Vitoriano.

## Cultura Popular
- Em Fevereiro de 2007 foi confirmado que a autora J. K. Rowling terminou o último livro da série Harry Potter, Harry Potter e as Relíquias da Morte neste hotel. Rowling deixou uma carta dizendo: "Eu, J. K. Rowling terminei o livro Harry Potter e as Relíquias da Morte neste quarto (652) em 11 de janeiro de 2007."[1]

- O Hotel foi cenário de grande parte do filme escocês Hallam Foe.